# Ophrys pseudofusca
Ophrys pseudofusca är en orkidéart som beskrevs av Abel Albert och Camus. Ophrys pseudofusca ingår i ofryssläktet, och familjen orkidéer. Inga underarter finns listade i Catalogue of Life.